# ᵿ
Cette page contient des caractères spéciaux ou non latins. S’ils s’affichent mal (▯, ?, etc.), consultez la page d’aide Unicode.
La lettre ᵿ (minuscule sans forme majuscule), appelée upsilon barré ou uspilon latin barré, est une lettre additionnelle de l’alphabet latin utilisée comme symbole dans plusieurs systèmes de transcription phonétique.

## Utilisation
L’upsilon barré ‹ ᵿ › est utilisé pour représenter une voyelle pré-fermée centrale arrondie dans English phonetic transcription publié en 1985 par Charles James Nice Bailey.
Il est aussi utilisé, dans The Oxford Dictionary of Pronunciation for Current English publié en 2001, pour représenter une voyelle pouvant être réalisée comme une voyelle pré-fermée postérieure arrondie [ʊ] ou une voyelle moyenne centrale [ə].

## Représentation informatique
Cette lettre possède la représentation Unicode (Extensions phonétiques) suivante :
| formes    | représentations | chaînes de caractères | points de code | descriptions                          |
| --------- | --------------- | --------------------- | -------------- | ------------------------------------- |
| minuscule | ᵿ               | ᵿ                     | U+1D7F         | lettre minuscule latine upsilon barré |